# يورغن بي رابي
يورغن بي رابي (بالألمانية: Jürgen P. Rabe)‏ هو فيزيائي وأستاذ جامعي ألماني، ولد في 20 نوفمبر 1955 في نويس في ألمانيا.